# 天津市第一中级人民法院
天津市第一中级人民法院，简称天津一中院，是中华人民共和国天津市的一所中级人民法院，前身是天津市中级人民法院。

## 沿革
1956年2月，根据《人民法院组织法》，成立天津市中级人民法院，其机构有：办公室、刑事审判庭、民事审判庭、书记室等。1958年2月，天津市由直辖市改为河北省省辖市。6月，因原天津市高级人民法院改为天津市人民法院，天津市中级人民法院撤销。12月15日，根据中共中央将天津市与天津地区、沧州地区合并的决定，天津地区、沧州地区中级人民法院与天津市人民法院合并为河北省天津市中级人民法院，机构则在原市人民法院的基础上增设农村审判庭，负责审理天津地区、沧州地区各县人民法院上诉、复核案件。1962年，沧州地区恢复建制，其原属各县均回归该地区管辖。因此，撤销市中级人民法院的农村审判庭，增设刑事审判第二庭。受理天津地区各基层人民法院上诉案件。1967年1月，天津市改为中央直辖市，天津市中级人民法院恢复。
文化大革命时期，1968年3月15日，天津市中级人民法院被军事管制，原法院的牌子被摘掉，印章封存，对外挂牌名为中国人民解放军天津市公安机关军事管制委员会中级人民法院军事管制小组。当时的判决书冠以“军事管制小组”的名义，对判决不准上诉，办案人员不署名。1969年9月30日，天津市中级人民法院、天津市人民检察院、天津市公安局七处合并组成中国人民解放军天津市公安机关军事管制委员会第四大队。1971年又改为天津市革命委员会人民保卫部五组。1973年3月，撤销军事管制，恢复法院建制。天津市中级人民法院设刑事审判第一、第二庭和民事审判庭。
1978年9月，成立复查办公室，首先复查文化大革命期间判处的冤假错案，接着复查其他时期的冤假错案。1981年，复查工作基本结束，复查办公室撤销。同年设刑事审判第三庭，负责刑事申诉工作，后该庭又增加负责加减刑工作。1979年5月，设信访处，负责处理来信来访工作。1985年信访处撤销。10月，设经济审判庭，负责审理经济纠纷案件。1983年1月，设执行庭，负责刑事、民事、经济案件生效判决的执行。1987年，设行政审判庭，负责审理行政纠纷案件。1989年8月，撤销刑事审判第三庭，设告诉申诉庭，负责立案和审理告诉申诉案件。同年，将民事审判庭分为民事审判一庭、民事审判庭，分别负责婚姻家庭与房屋、债务等民事案件的审判。设天津经济技术开发区经济审判庭，负责该开发区的经济纠纷案件的审判。1995年6月，成立知识产权庭。
1995年12月31日经天津市人民代表大会常务委员会批准设立，天津市第一中级人民法院与天津市第二中级人民法院分立，该两法院的前身天津市中级人民法院同时撤销。由于一中院房屋深受唐山大地震的破坏，房屋早已成为危楼。1999年9月，中共天津市市委、天津市人民政府决定在原址建造一中院新的审判综合楼。2000年3月完成老法院办公楼的拆除工作，同年9月7日举行奠基仪式并正式开工，2002年8月31日竣工。2003年3月正式投入使用。

## 机构设置

### 内设机构
- 立案一庭
- 立案二庭
- 刑事审判第一庭
- 刑事审判第二庭
- 民事审判第一庭
- 民事审判第二庭
- 民事审判第三庭
- 民事审判第四庭
- 民事审判第五庭（驻新技术产业园区审判庭）
- 行政审判庭
- 审判监督庭
- 执行庭
- 执行裁决办公室
- 司法技术辅助工作办公室
- 国家赔偿委员会办公室

## 历任领导
| 天津市中级人民法院院长 1. 张济川（1956年2月—1958年） 河北省天津市中级人民法院院长 1. 陈阜（1958年12月—1966年5月） 天津市中级人民法院院长 1. 郝双禄（1980年6月—1981年6月） 2. 王存山（1981年6月—10月，代理；1981年10月—1993年7月） 3. 韩振起 （1993年7月—1995年12月） 天津市第一中级人民法院院长 1. 韩振起 （1995年12月—2001年10月） 2. 黄新华（2001年10月—2010年9月25日） 3. 刘金波（2010年9月25日—2014年9月25日） 4. 蔡志萍（2014年9月25日—） | 天津市中级人民法院党组书记 天津市第一中级人民法院党组书记 |

## 知名案例
- 2005年5月18日，原中共重庆市委原常委、宣传部长张宗海受贿案（一审，15年有期徒刑[13]）。
- 2010年5月28日，原吉林省人大常委会副主任米凤君受贿案（一审，死缓，无上诉）[14]。
- 2011年1月19日，天津许云鹤案（二审，维持原审判决）[15][16]。
- 2014年4月22日，王英生杀医案（一审，死刑，二审天津市高级人民法院维持原判，2014年4月22日执行死刑[17][18]）
- 2015年6月11日，原中共中央政治局常委周永康受贿、滥用职权、故意泄露国家秘密案（一审，无期徒刑，不上诉）[19][20]
- 2016年7月4日，原全国政协副主席、中共中央统战部部长令计划受贿、非法获取国家秘密、滥用职权案（一审，无期徒刑，不上诉）[21]
- 2016年3月30日，原海南省副省长冀文林受贿案（一审，12年有期徒刑[22]）
- 2017年1月26日，赵春华气球射击摊案（二审改判改判有期徒刑三年，缓期三年执行，赵春华被当庭释放[23]）。
- 2017年4月13日，原黑龙江省人大常委会副主任、党组书记盖如垠受贿案（一审，14年有期徒刑[24]）。
- 2018年4月12日，原中共中央政治局委员、中共重庆市委书记孙政才受贿案（一审，无期徒刑，无上诉[25]）。
- 2020年1月21日，原国际刑警组织主席、中华人民共和国公安部副部长孟宏伟受贿案（一审，13年6个月有期徒刑，无上诉[26]）。
- 2020年7月31日，原中共陕西省委书记赵正永受贿案（一审，死缓，无上诉[27]）。

## 对应基层人民法院
- 天津市和平区人民法院
- 天津市南开区人民法院
- 天津市河北区人民法院
- 天津市红桥区人民法院
- 天津市西青区人民法院
- 天津市北辰区人民法院
- 天津市宝坻区人民法院
- 天津市武清区人民法院
- 天津市静海区人民法院
- 天津市蓟州区人民法院